# Фауна Намибии

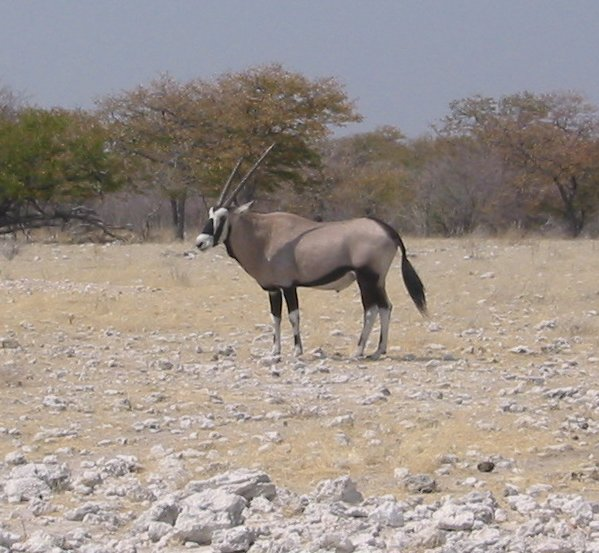
Орикс — саблерогая антилопа.

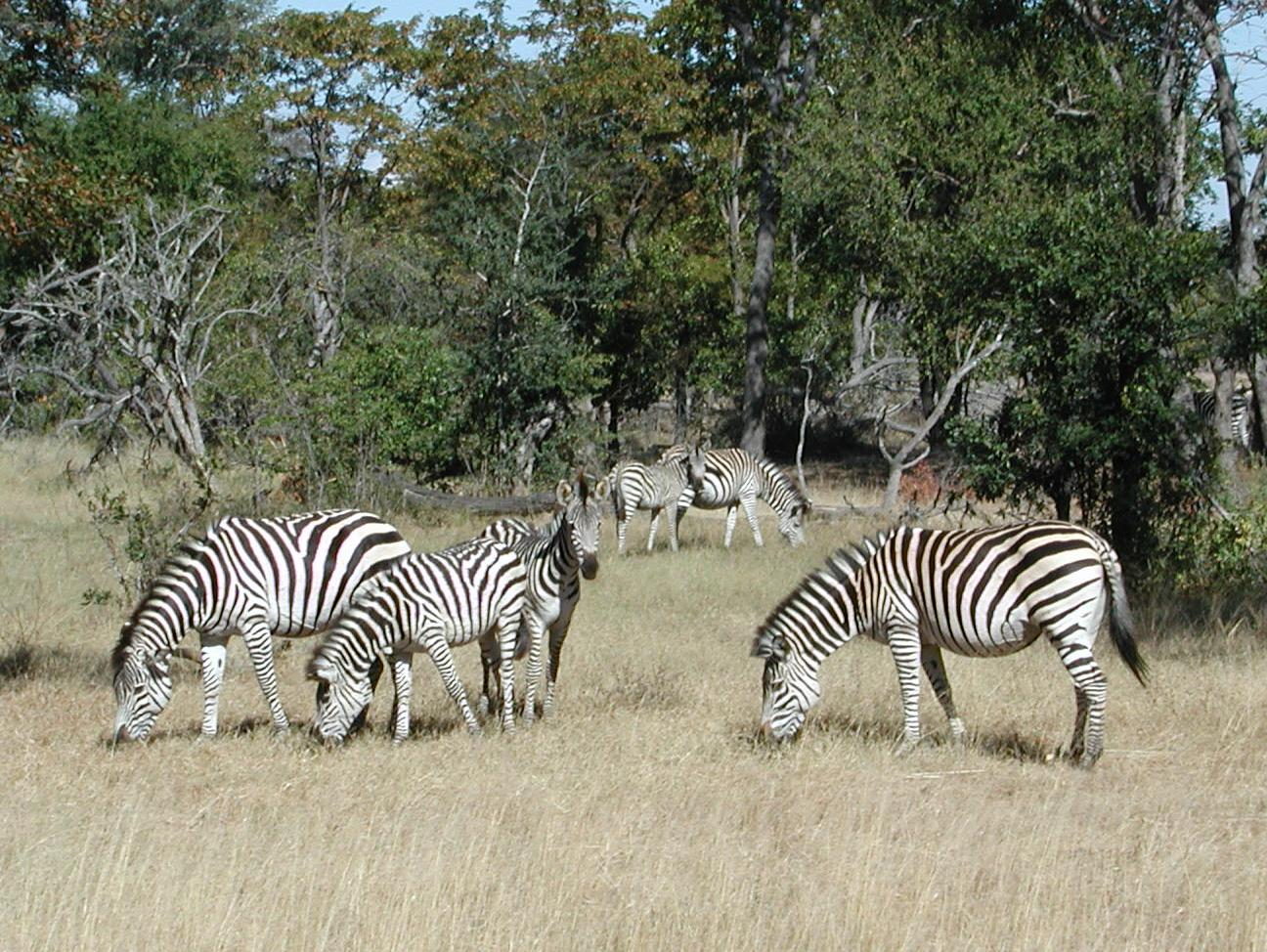
Зебра

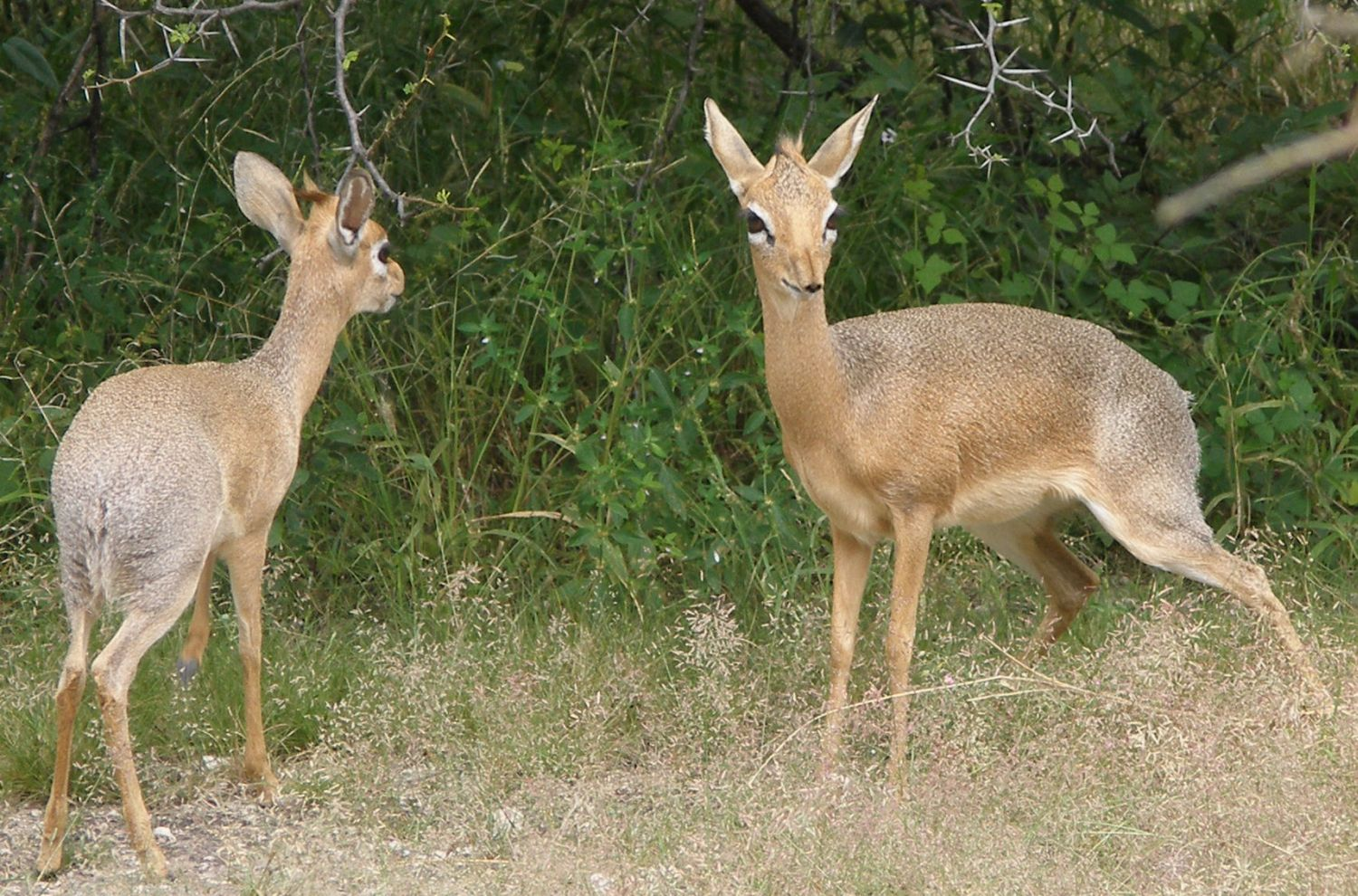
Дикдики — род миниатюрных полорогих, относящийся к подсемейству настоящих антилоп.

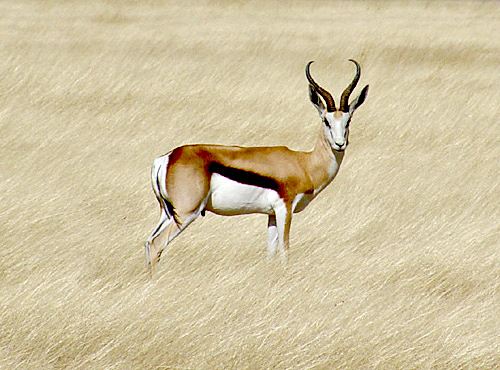
Антилопа Спрингбок

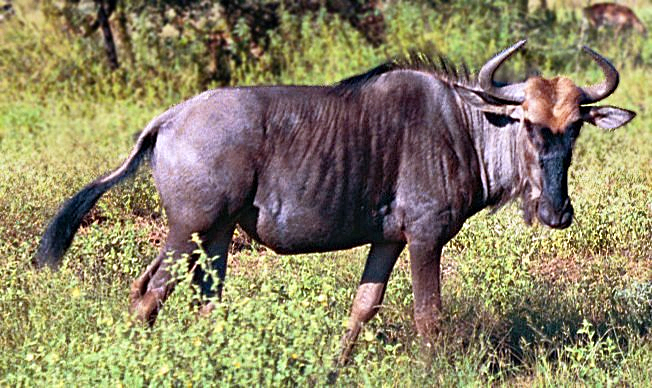
Антилопа гну

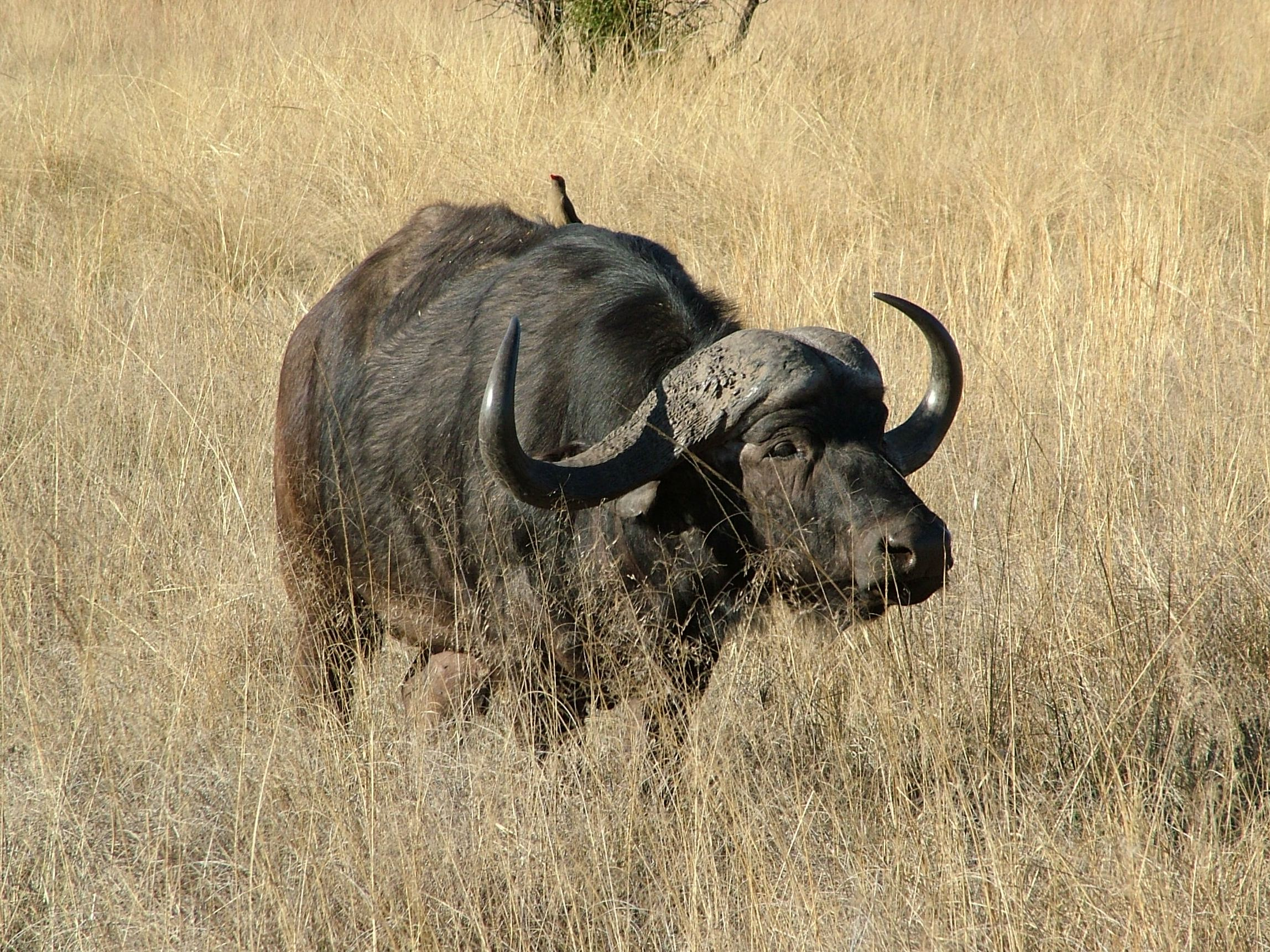
Африканский буйвол

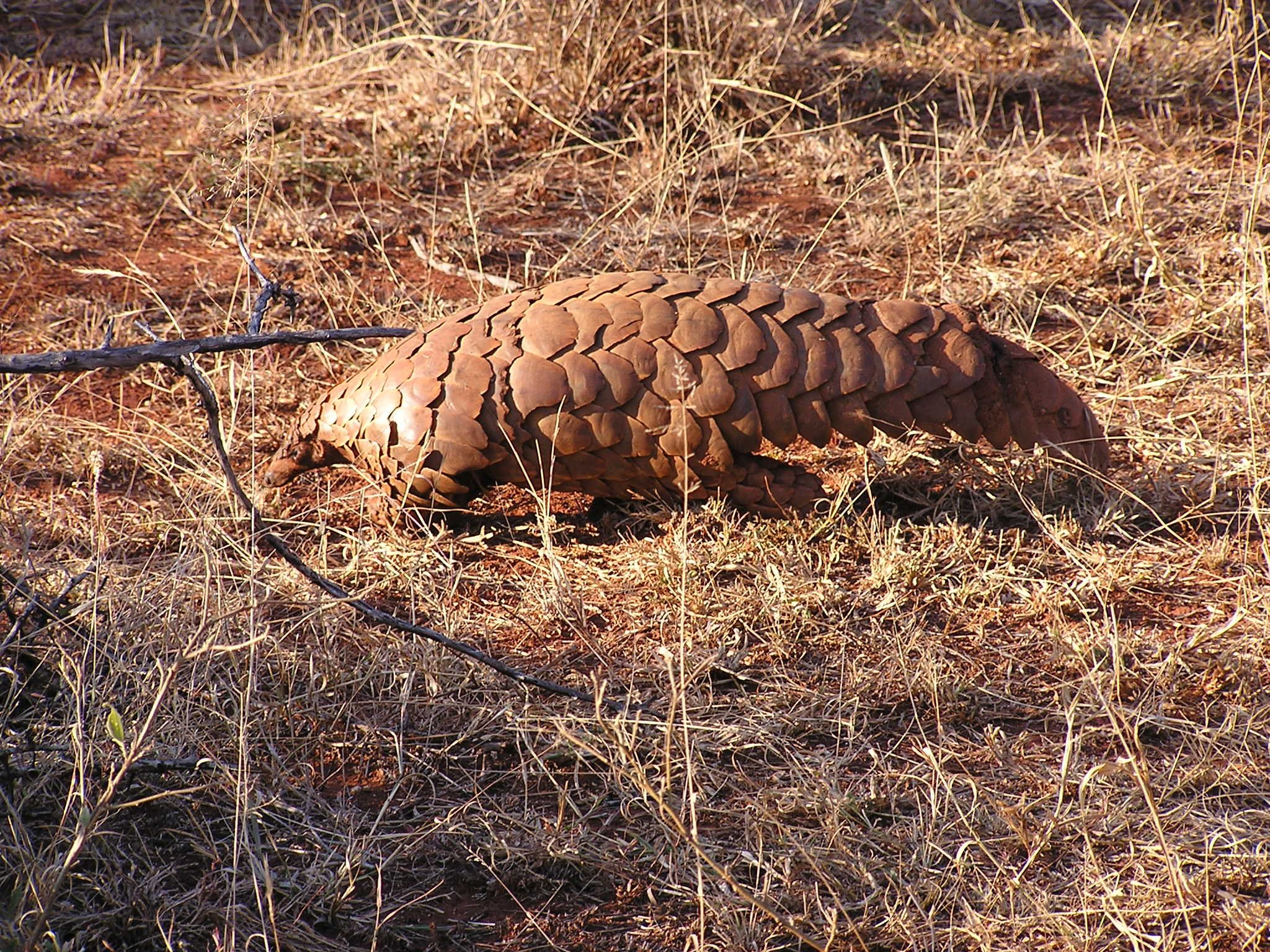
Панголин

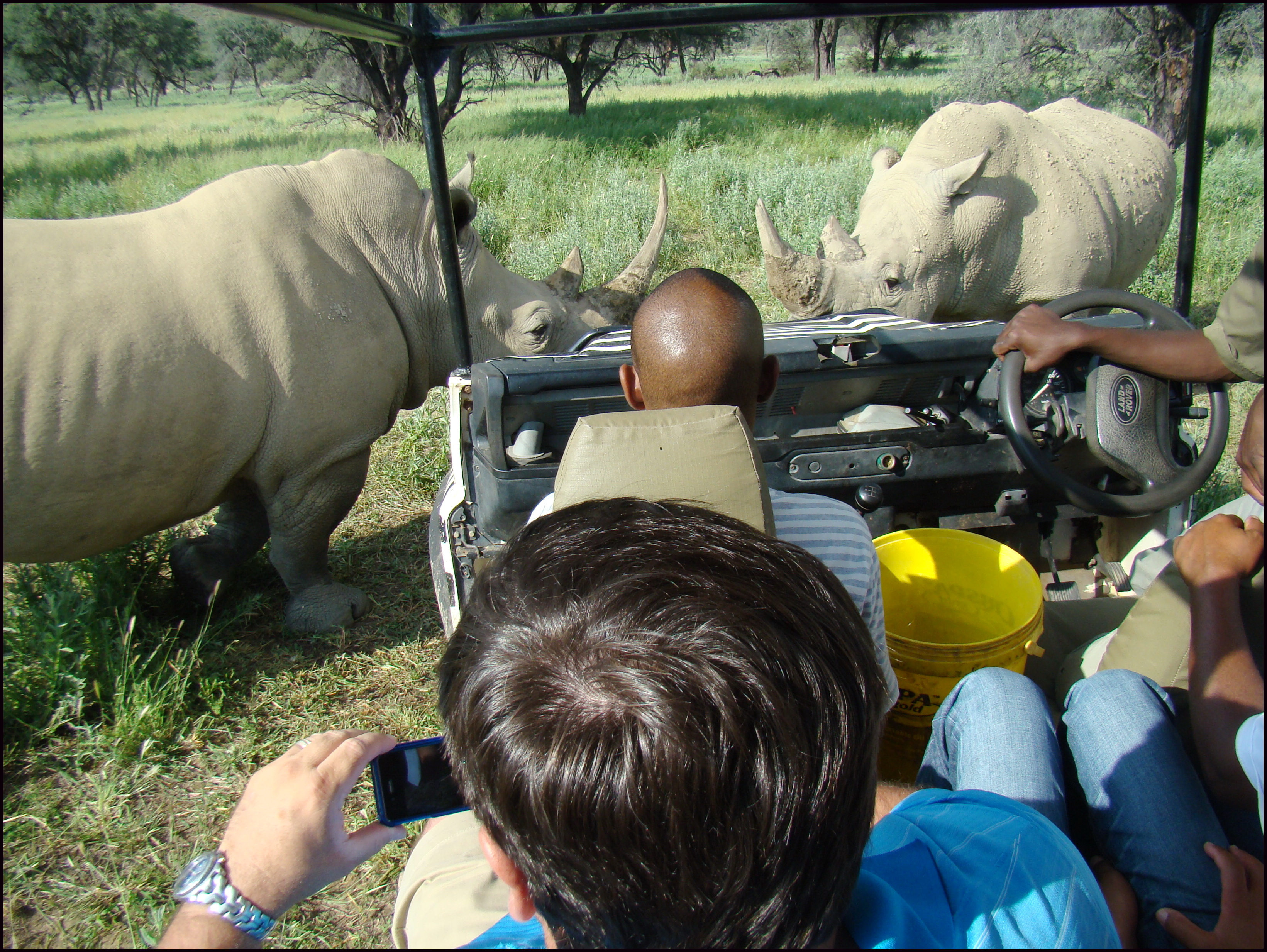
В любовной схватке носороги не обращают внимания на фотосафари

Фауна Намибии — все виды животных, которые обитают в Намибии (Юго-Западная Африка). Впадины и дюны пустыни Намиб дают убежище некоторым разновидностям антилоп, таким как гемсбок (орикс) и спрингбок, а также страусам и иногда зебрам. Здесь представлены такие животные как слоны, носороги, львы, гиены, шакалы. Дюны служат домом некоторым паукам, комарам, но, в основном, жукам и муравьям, и пресмыкающимся, особенно гекконам и змеям. На морском побережье встречается огромное количество тюленей, колонии морских птиц — фламинго, пеликанов, бакланов; на юге, на островах бухты Людериц, существуют значительные колонии пингвинов. В пустыне можно встретить паука Leucorchestris arenicola, пустынного златокрота (Eremitalpa granti). Эндемический для пустыни жук Onymacris unguicularis, собирает влагу в период туманов с помощью шершавых надкрылий, конденсируя на них микрокапельки росы.

## Позвоночные
В Намибии встречается следующее число видов позвоночных животных:.
- Рыбы — 115 видов (включая 5 эндемиков).[2]
- Земноводные — около 50 видов лягушек (6 эндемиков).[3] Отсутствуют саламандры.[2]
- Пресмыкающиеся — 250 видов (59 эндемиков).[3]
- Птицы — 644 видов (14 эндемиков).[3]
- Млекопитающие — 200 наземных видов (14 эндемиков) и 40 морских видов.[3]

## Беспозвоночные
- Паукообразные — 1331 вид (164 эндемиков),[3] но ожидаемое число около 5 тыс. видов.[3]
- Насекомые — 6331 видов (1541 эндемиков),[3] но ожидаемое число около 35 000 видов.[3]

### Пресноводныебеспозвоночные
Среди обитающих в реках и озёрах Намибии беспозвоночных отмечены:
- 3 видов Porifera[2]
- 2 видов Cnidaria[2]
- 9 видов Platyhelminthes[2]
- 5 видов Ectoprocta[2]
- 10 видов Nematoda[2]
- 13 видов Oligochaeta[2]
- 16 видов Hirudinea[2]
- Моллюски: 26 видов улиток и 13 видов двустворчатых[2]

#### Пресноводныеракообразные
Среди обитающих в реках и озёрах Намибии ракообразных отмечены:
- 52 видов Ostracoda[2]
- 19 видов Copepoda[2]
- Branchiopoda:
  - 19 видов Anostraca
  - 19 видов Cladocera
  - 2 видов Notostraca
  - 15 видов Conchostraca[2]
- Malacostraca:
  - 6 видов Amphipoda
  - 4 видов Isopoda
  - 6 видов Decapoda[2]

#### Пресноводныенасекомые
Среди обитающих в реках и озёрах насекомых отмечены:
- 19 видов Ephemeroptera[2]
- 2 видов Plecoptera[2]
- 35 видов Trichoptera[2]
- 77 видов Odonata[2]
- 179 видов Diptera[2]
- 1 видов Neuroptera[2]
- 200 видов Coleoptera[2]
- 45 видов Hemiptera[2]
- 7 видов Orthoptera[2]